# Tulia (Teksas)
Tulia je grad u američkoj saveznoj državi Teksas. Prema popisu stanovništva iz 2010. u njemu je živjelo 4.967 stanovnika.